# اینویوهانی رائوتاوارا
اِینویوهانی رائوتاوارا (فنلاندی: Einojuhani Rautavaara؛ ؛ زادهٔ ۹ اکتبر ۱۹۲۸-درگذشته ۲۷ ژوئیهٔ ۲۰۱۶) یک موسیقی‌دان، آهنگ‌ساز و استاد دانشگاه اهل فنلاند بود.
او پس از «ژان سیبلیوس»، یکی از برجسته‌ترین آهنگ‌سازان کشور فنلاند به شمار می‌رفت. رائوتاوارا در کارهای اولیه‌اش از تکنیک «سریالیسم ۱۲ نُته» استفاده می‌کرد؛ اما کارهای بعدی‌اش را «عرفانی» و «نئو رمانتیک» دانسته‌اند. وی از شاگردان «وینسنت پرسیکتی»، «راجر سشنز» و «آرون کوپلند» بود و از مهمترین آثارش می‌توان به «کانتوس آرتیکوس» و «سمفونی شماره ۷: سروش روشنایی» اشاره کرد.
رائوتاوارا در ژانویهٔ ۲۰۰۴ میلادی به بیماری «دایسکشن آئورت» (پارگیِ لایهٔ درونیِ سرخرگ آئورت) مبتلا شد و در حدود ۶ ماه در بخش مراقبت‌های ویژه (آی‌سی‌یو) بستری بود، اما سرانجام جان سالم بدر بُرد و به زندگیِ عادی بازگشت.